# Pierre Cambronne

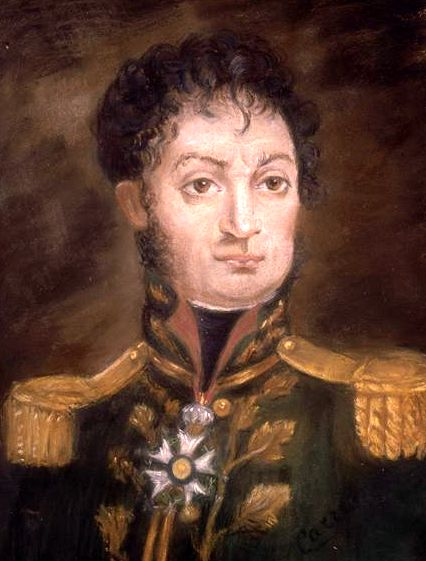
Pierre Cambronne

Pierre Jacques Étienne Cambronne, später Pierre, vicomte Cambronne (* 26. Dezember 1770 in Saint-Sébastien-sur-Loire (heute Département Loire-Atlantique); † 29. Januar 1842 in Nantes) war ein französischer Général de division in der Zeit des Ersten Kaiserreichs.

## Militärische Karriere
Cambronne meldete sich 1792 als Freiwilliger zu den Grenadieren, diente unter Dumouriez in Belgien und in der Vendée, nahm an der Schlacht um Quiberon teil und dann an der Irlandexpedition unter General Hoche 1796. Er diente anschließend in der Alpenarmee unter dem Befehl von Masséna, wo er sich an der Spitze einer Grenadierkompanie in der Schlacht von Zürich (1799) hervortat.
Im Jahre 1800 befehligte er die Kompanie, in der Latour d’Auvergne diente, und erhielt nach diesem den Titel „erster Grenadier Frankreichs“.
Bei Jena zum Colonel befördert, war er 1810 Befehlshaber des dritten Voltigeurregiments der Kaisergarde und wurde im selben Jahr Baron. Er kämpfte in Spanien und wurde dann wieder zur Grande Armée kommandiert. Während Napoléons Russlandfeldzug 1812 kommandierte er das dritte Voltigeurregiment der Garde und nahm an der Schlacht bei Bautzen, Schlacht um Dresden und Völkerschlacht bei Leipzig teil, bevor nach der Schlacht bei Hanau zum Général de brigade befördert wurde.

## Die Hundert Tage und Waterloo
Er blieb dem Kaiser treu und wurde Militärkommandant der Insel Elba von 1814–1815.
Während der Hundert Tage führte er die Vorhut an. Er nahm die Festung von Sisteron (5. März). Als er in Paris ankam, wurde er von Napoléon zum Comte ernannt. Während der Schlacht bei Waterloo war er Kommandeur des 1. Garde-Jäger-Regiments zu Fuß der Alten Garde und befehligte dort das letzte Karree. Er soll, nachdem er vom britischen General Colville aufgefordert worden war, sich zu ergeben, geantwortet haben:

« La Garde meurt mais ne se rend pas. »

„Die Garde stirbt, aber sie ergibt sich nicht.“

Er leugnete jedoch sein ganzes Leben, diesen Ausspruch von sich gegeben zu haben. Auch die Quellenlage darüber ist uneins. So bezeichnet Meyers Konversations-Lexikon den Ausspruch als „patriotische Erfindung“.
Auch seine angeblich "tatsächliche" Erwiderung: 

« Merde! »

„Scheiße!“

soll hingegen von General Claude-Étienne Michel gekommen sein.
Der schottische Oberstleutnant Hugh Halkett, Kommandeur der 3. Hannoverschen Brigade, versicherte, für Cambronnes Gefangennahme verantwortlich zu sein.
Im Französischen benutzt man, in Analogie zum deutschen Ausdruck „Götz-Zitat“, seitdem die Umschreibung « le mot de Cambronne » (deutsch: „Cambronnes Wort“).

## Ende der militärischen Karriere
Er wurde freigelassen, um an seinem Prozess wegen Landesverrates in Frankreich teilzunehmen. Vom Royalisten Pierre-Antoine Berryer verteidigt, wurde er am 26. April 1816 freigesprochen.
1820 ernannte ihn Ludwig XVIII. zum Maréchal de camp, zum Kommandanten der Festung von Lille und zum Vicomte. 1824 zog er sich in seine Geburtsstadt zurück, bevor er in Nantes verstarb.

## Ehrungen
Sein Name ist am Triumphbogen in Paris in der 8. Spalte eingetragen.
Die Pariser Metro-Station Cambronne wurde nach ihm benannt.